# ГЕС Закучац
ГЕС Закучац — гідроелектростанція на заході Хорватії, в Далмації. Становить нижній ступінь у каскаді на річці Цетина (впадає у Адріатичне море). Найпотужніша ГЕС в країні.
У нижній течії Цетина різко змінює напрямок течії зі східного на західний, охоплюючи таким чином гірський масив із трьох боків. Цю конфігурацію вирішили використати для спорудження дериваційної гідроелектростанції, тунель якої перетинав би масив по прямій та виходив у долину Цетини біля міста Омиш, за кілька кілометрів від її впадіння в Адріатичне море. При цьому ресурс у тунель спрямовується зі сховища, розташованого між ГЕС Далє та ГЕС Кралевац, тоді як відпрацьована вода повертається у річку нижче від станції Кралевац. Така схема різко зменшила значення останньої, оскільки ГЕС Закучац дозволяє використати значно більший напір — 250 проти 108 метрів.
Водосховище для станції Закучац утворили за допомогою бетонної греблі Пранчевичі висотою 35 метрів. Довжина головного дериваційного тунелю становить 9,6 км, діаметр 6,1 метра.
Основне обладнання станції, введеної в експлуатацію у 1962 році, первісно становили дві турбіни типу Френсіс потужністю по 108 МВт. В 1981-му їх доповнили ще двома більш потужними турбінами по 135 МВт. А у 2013 році розпочали роботи по корінній модернізації станції, яка передбачає заміну всіх чотирьох гідроагрегатів. Нові турбіни матимуть потужність по 144 МВт, а ГЕС в цілому — 576 МВт. При цьому замість двох гідрогенераторів по 120 МВА та двох по 150 МВА будуть встановлені чотири по 160 МВА.
Станція має проєктний виробіток електроенергії близько 1,5 млрд кВт·год на рік. На початку 2010-х років виробництво електроенергії на ГЕС Закучац коливалось від 827 до 2127 млн кВт·год.